# Пейсон
Пейсон (англ. Payson) — город в округе Хила в штате Аризона США. По данным переписи населения США 2020 года, численность населения составляла 16 351 человек.

## Население
| 2010[…] | 2020    |
| ------- | ------- |
| 15 301  | ↗16 351 |